# Heinrich Angst
Heinrich Angst (29 augustus 1915 - 9 september 1989) was een Zwitsers bobsleeremmer. Angst behaalde tijdens de Olympische Winterspelen 1948 in zijn thuisland de vierde plaats in de viermansbob. Angst won twee medailles tijdens de wereldkampioenschappen in de tweemansbob. Angst won tijdens de wereldkampioenschappen 1949, 1950 en 1951 de bronzen medaille in de viermansbob. In 1954 en 1955 werd Angst wereldkampioen in de viermansbob. Een jaar later in Cortina d'Ampezzo won Angst olympisch goud in de viermansbob. Angst zijn broer Max Angst won in 1956 de bronzen medaille in de tweemansbob.

## Resultaten
- Olympische Winterspelen 1948 in Sankt Moritz 4e in de viermansbob
- Wereldkampioenschappen bobsleeën 1949 in Lake Placid  in de tweemansbob
- Wereldkampioenschappen bobsleeën 1949 in Lake Placid  in de viermansbob
- Wereldkampioenschappen bobsleeën 1950 in Cortina d'Ampezzo  in de viermansbob
- Wereldkampioenschappen bobsleeën 1951 in Alpe d'Huez  in de viermansbob
- Wereldkampioenschappen bobsleeën 1954 in Cortina d'Ampezzo  in de viermansbob
- Wereldkampioenschappen bobsleeën 1955 in Sankt Moritz  in de tweemansbob
- Wereldkampioenschappen bobsleeën 1955 in Sankt Moritz  in de viermansbob
- Olympische Winterspelen 1956 in Cortina d'Ampezzo 7e in de tweemansbob
- Olympische Winterspelen 1956 in Cortina d'Ampezzo  in de viermansbob

1924: Scherrer / Neveu / A.Schläppi / H.Schläppi ·
1928: Fiske / Tucker / Mason / Gray / Parke ·
1932: Fiske / Eagan / Gray / O'Brien ·
1936: Musy / Gartmann / Bouvier / Beerli ·
1948: Tyler / Martin / Rimkus / D'Amico ·
1952: Ostler / Kuhn / Nieberl / Kemser ·
1956: Kapus / Diener / Alt / Angst ·
1964: V.Emery / Kirby / Anakin / J.Emery ·
1968: Monti / De Paolis / Zandonella / Armano ·
1972: Wicki / Leutenegger / Camichel / Hubacher ·
1976: Nehmer / Babock / Germeshausen / Lehmann ·
1980: Nehmer / Musiol / Germeshausen / Gerhardt ·
1984: Hoppe / Wetzig / Schauerhammer / Kirchner ·
1988: Fasser / Meier / Fässler / Stocker ·
1992: Appelt / Schroll / Winkler / Haidacher ·
1994: Czudaj / Brannasch / Hampel / Szelig ·
1998: Langen / Zimmermann / Jakobs / Hampel ·
2002: Lange / Kühn / Kuske / Embach ·
2006: Lange / Hoppe / Kuske / Putze ·
2010: Holcomb / Mesler / Tomasevicz / Olsen ·
2014: Melbārdis / Dreiškens / Vilkaste / Strenga  ·
2018: Friedrich / Bauer / Grothkopp / Margis   ·
2022: Friedrich / Margis / Bauer / Schüller